# Maison d'arrêt de Périgueux
La maison d'arrêt de Périgueux est une prison française. Elle date de 1862. On y trouve des prévenus et des condamnés ayant un reliquat de peine inférieur à un an.

## Histoire

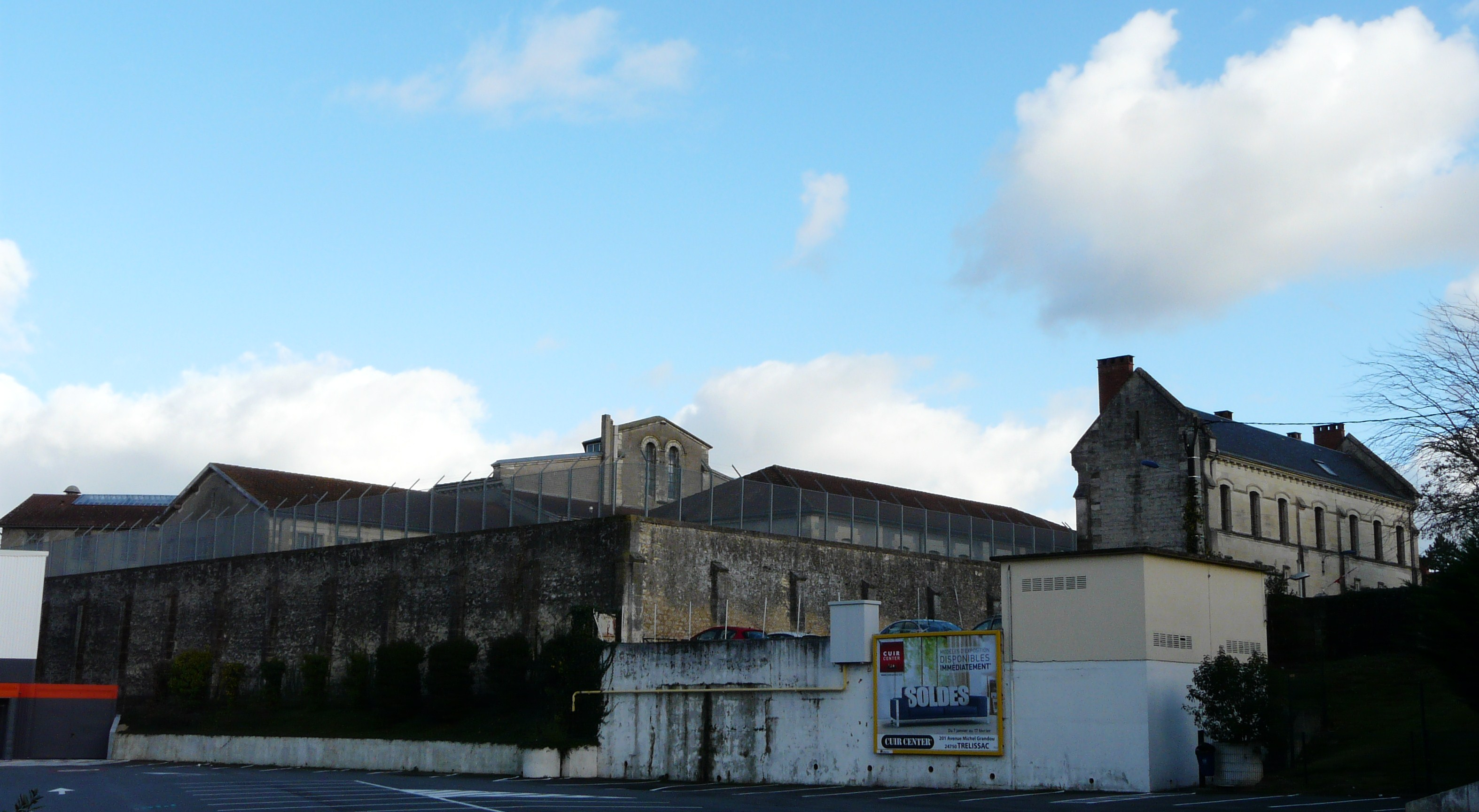
Les bâtiments de la maison d'arrêt.

À partir du XIIIe siècle, la prison de la cité du Puy-Saint-Front se situe dans les bâtiments du consulat, place du Coderc. En 1811, compte tenu de conditions sanitaires déplorables dans celle-ci, une nouvelle prison accueille des prisonniers dans l'ancien couvent des Augustins (sur le site de l'actuel musée d'Art et d'Archéologie du Périgord) et la prison du consulat continue de recevoir des prisonniers au moins jusqu'en 1825. La commune de Périgueux acquiert en 1859 des terrains en bordure de la rue d'Angoulême (l'actuelle rue Victor-Hugo) sur lesquels elle fait implanter une nouvelle prison, ainsi qu'une rue (l'actuelle rue Belleyme) pour y accéder depuis la rue d'Angoulême. Les plans de la prison sont établis par le cabinet d'architecture Bouillon père et fils et les travaux sont réalisés par l'entreprise Collin et Mouchette. L'ensemble des prisonniers est transféré le 16 octobre 1862 dans cette nouvelle prison.
À trois reprises, en 1889, 1928 et 1930, la guillotine est dressée à l'entrée de la prison pour exécuter des condamnés à mort, la dernière exécution à Périgueux ayant lieu le 29 juillet 1930.
Le dernier supplicié du département fut fusillé en 1946 au stand de tir de la garnison. L'ultime condamné à mort périgourdin fut, quant à lui, décapité au Fort du Hâ à Bordeaux le 21 juin 1960.
En 1943, pendant la Seconde Guerre mondiale, neuf détenus politiques se sont évadés. Le 2 octobre de la même année, le gardien qui les a aidés, Jean-René Faure, est fusillé au Mont Valérien.
À la fin des années 1980, un détenu s'est évadé et a été repris quatre jours plus tard à la suite d'un contrôle routier à Bergerac ; vers la même période, deux autres détenus se sont échappés et n'ont été rattrapés que longtemps après.
En 2006, le député Germinal Peiro a visité la prison.
En 2008, un détenu s'y est pendu et en 2009, un autre prisonnier s'est suicidé.
En février 2021, deux détenus s'échappent après avoir « scié les barreaux de leur cellule et escaladé plusieurs murs ».
En 2022, des infrastructures anti-projections sont installées au-dessus de la maison d'arrêt pour limiter les jets d'objets divers depuis l'extérieur (téléphones portables, nourriture, drogue, cartes SIM).
À la suite d'une visite du contrôleur en décembre 2022 qui a constaté la présence de 155 personnes écrouées pour 99 places disponibles, un rapport rendu public en octobre 2023 mentionne une surpopulation carcérale chronique dans l'établissement.
En mars 2025, la surpopulation carcérale a encore augmenté, avec 173 détenus.

## Localisation
Située 2 place Belleyme à Périgueux, la prison est souvent surnommée Belleyme, du nom du géographe du XVIIIe siècle, Pierre de Belleyme. Elle jouxte un centre commercial E.Leclerc.

## Activités
Les détenus peuvent fabriquer des boîtiers électriques ou disposent de trois filières de formation professionnelle : cuisine, projet et connaissance, métiers du bâtiment.